# Râul Tarna Mare
Râul Tarna Mare este un râu afluent al râului Tisa. 